# Hotshot (nhóm nhạc)
HotShot (tiếng Hàn: 핫샷, Kana: ホットショット, thường được viết cách điệu thành HOTSHOT) là một nhóm nhạc nam Hàn Quốc được thành lập bởi công ty Star Crew Entertainment (từng được biết tới với tên gọi K.O Sound và Ardor & Able) vào năm 2014. Nhóm có 6 thành viên, bao gồm: Choi Junhyuk, Kim Timoteo, Roh Taehyun, Ha Sung-woon, Yoonsan và Go Hojung. Nhóm chính thức ra mắt vào ngày 29 tháng 10 năm 2014 với đĩa đơn kỹ thuật số "Take A Shot".

## Lịch sử

### Trước khi ra mắt
Junhyuk và Timoteo từng là thực tập sinh của SM Entertainment, Timoteo còn được dự kiến sẽ ra mắt cùng với EXO nhưng lại rời đi vì lý do cá nhân.
Kid Monster từng hoạt động trong nhóm nhảy Krump nổi tiếng Monster Woo Fam từ năm 2007-2008, anh còn từng thực tập ở YG Entertainment.
Sungwoon cũng từng tham gia tuyển chọn cho JYP Entertainment, nhưng bị loại ở vòng chung kết.

### 2014-2016: Chính thức ra mắt, "Take A Shot", "Midnight Sun",Am I Hotshot?,I'm A Hotshotvà ra mắt tại Nhật Bản
Ngày 29 tháng 10 năm 2014, Hotshot chính thức phát hành đĩa đơn đầu tiên trong sự nghiệp mang tên "Take A Shot" và tổ chức một buổi ký tặng fan cùng ngày. Ngày 24 tháng 3 năm 2015, nhóm phát hành đĩa đơn thứ hai "Midnight Sun".
Ngày 23 tháng 4 năm 2015, Hotshot phát hành mini-album đầu tiên mang tên Am I Hotshot? bao gồm cả hai bài hát đã phát hành trước đó và bài hát chủ đề "Watch Out". Ngày 1 tháng 7, mini-album được tái phát hành dưới tên I'm A Hotshot, album gồm tất cả các bài hát trong Am I Hotshot?, cộng thêm một số bài hát khác với bài hát chủ đề "I'm A Hotshot".
Năm 2016, Hotshot kí hợp đồng với công ty Nhật Bản ARGS Productions và chính thức ra mắt tại Nhật bằng đĩa đơn "Step By Step".

### 2017-nay: Tham gia Produce 101 mùa 2, "Jelly" và JBJ
Đầu năm 2017, hai thành viên Kid Monster và Sungwoon dùng tên thật là Noh Tae-hyun và Ha Sung-woon, đại diện cho công ty chủ quản tham gia vào chương trình thực tế sống còn của Mnet-Produce 101 Mùa 2. Kết quả Kid Monster bị loại ở tập 10, Sungwoon đứng thứ 11 chung cuộc và trở thành thành viên của nhóm nhạc dự án Wanna One. Theo như điều khoản hợp đồng, Sungwoon sẽ không được hoạt động cùng Hotshot cho đến khi Wanna One tan rã vào cuối năm 2018.
Ngày 4 tháng 7 năm 2017, Star Crew Entertainment thông báo rằng Hotshot sẽ trở lại bằng một đĩa đơn kỹ thuật số và nhóm sẽ quảng bá bài hát với đội hình 5 người gồm Junhyuk, Timoteo, Kid Monster, Yoonsan và Hojung. Ngày 15 tháng 7, nhóm chính thức tung ra ca khúc "Jelly" sau 2 năm gián đoạn hoạt động.
Ngày 11 tháng 7 năm 2017, Loen Entertainment công bố kế hoạch thành lập một nhóm nhạc dự án mang tên JBJ (viết tắt của "Just Be Joyful"). Nhóm sẽ gồm những thực tập sinh tài năng nhưng đã bị loại của chương trình Produce 101 mùa 2. Sau đó không lâu Star Crew Entertainment xác nhận Kid Monster sẽ tham gia vào JBJ dưới tên thật Noh Tae-hyun.
Tháng 10 năm 2017, hai thành viên Timoteo và Hojung xác nhận sẽ tham gia vào chương trình thực tế cứu vớt idol The Unit và nhận được sự ủng hộ từ khán giả. Timoteo không may đã bị loại ở vòng chung kết, trong khi đó Hojung đứng thứ 3 chung cuộc và trở thành thành viên của nhóm nhạc dự án UNB. Theo điều khoản của hợp đồng, Hojung sẽ hoạt động riêng với UNB đến cuối năm 2018, sau đó tiếp tục hoạt động song song giữa Hotshot và UNB đến giữa năm 2019.

## Thành viên
| Nghệ danh | Nghệ danh | Tên khai sinh           | Tên khai sinh     | Tên khai sinh      | Tên khai sinh | Tên khai sinh  | Ngày sinh         | Nơi sinh           |
| Latinh    | Hangul    | Latinh                  | Hangul            | Kana               | Hanja         | Hán Việt       | Ngày sinh         | Nơi sinh           |
| --------- | --------- | ----------------------- | ----------------- | ------------------ | ------------- | -------------- | ----------------- | ------------------ |
| Junhyuk   | 준혁      | Choi Jun-hyuk           | 최준혁            | チェ・ジュンヒョク | 崔晙赫        | Thôi Tuấn Hách | 21 tháng 4, 1992  | Ulsan, Hàn Quốc    |
| Timoteo   | 티모테오  | Kim Timoteo/Kim Mun-gyu | 김티모테오/김문규 | キム・ティモテオ   | 金Timoteo     | Kim Văn Khuê   | 25 tháng 1, 1993  | Hàn Quốc           |
| Taehyun   | 태현      | Noh Tae-hyun            | 노태현            | ノ・テヒョン       | 盧太鉉        | Lộ Thái Hiền   | 15 tháng 10, 1993 | Seoul, Hàn Quốc    |
| Sungwoon  | 성운      | Ha Sung-woon            | 하성운            | ハ・ソンウン       | 河成雲        | Hà Thành Vân   | 22 tháng 3, 1994  | Gyeonggi, Hàn Quốc |
| Yoonsan   | 윤산      | Yoon San                | 윤산              | ユン・サン         | 尹山          | Doãn Sơn       | 22 tháng 8, 1994  | Hàn Quốc           |
| Hojung    | 호정      | Go Ho-jung              | 고호정            | コ・ホジョン       | 高豪貞        | Cao Hạo Trung  | 20 tháng 10, 1994 | Yeosu, Hàn Quốc    |

## Danh sách đĩa nhạc

### Mini-album
| Tên                                                                                       | Chi tiết album | Thứ hạng cao nhất | Doanh số     |
| Tên                                                                                       | Chi tiết album | HQ                | Doanh số     |
| ----------------------------------------------------------------------------------------- | --- | ----------------- | ------------ |
| Am I Hotshot?                                                                             | - Phát hành: 24 tháng 4 năm 2015 - Hãng đĩa: K.O Sound, CJ E&M - Formats: CD, tải nhạc kỹ thuật số Danh sách bài hát 1. Midnight Sun 2. Watch Out 3. Rain On Me 4. Take A Shot 5. Watch Out inst.                                                              | 11                | - HQ: 2,547+ |
| Am I Hotshot?                                                                             | - Tái phát hành: 2 tháng 7 năm 2015 (I'm A Hotshot) - Hãng đĩa: K.O Sound, CJ E&M - Định dạng: CD, tải nhạc kỹ thuật số Danh sách bài hát 1. Midnight Sun 2. I'm A Hotshot 3. Watch Out 4. Rain On Me 5. Take A Shot 6. Watch Out inst. 7. I'm A Hotshot inst. | 13                | - HQ: 1,647+ |
| "—" cho biết Album không lọt vào bảng xếp hạng hoặc không được phát hành tại khu vực này. | |                   |              |

### Đĩa đơn
| Tên                                                                                       | Năm       | Thứ hạng cao nhất | Thứ hạng cao nhất | Album                         |
| Tên                                                                                       | Năm       | HQ                | NB                | Album                         |
| Tiếng Hàn                                                                                 | Tiếng Hàn | Tiếng Hàn         | Tiếng Hàn         | Tiếng Hàn                     |
| ----------------------------------------------------------------------------------------- | --------- | ----------------- | ----------------- | ----------------------------- |
| "Take A Shot"                                                                             | 2014      | —                 | —                 | Am I Hotshot?                 |
| "Midnight Sun"                                                                            | 2015      | —                 | —                 | Am I Hotshot?                 |
| "Watch Out"                                                                               | 2015      | —                 | —                 | Am I Hotshot?                 |
| "I'm A Hotshot"                                                                           | 2015      | —                 | —                 | I'm A Hotshot                 |
| "Jelly"                                                                                   | 2017      | TBA               | TBA               | Đĩa đơn không nằm trong album |
| Tiếng Nhật                                                                                |           |                   |                   |                               |
| "Step By Step"                                                                            | 2016      | —                 | 35                | Đĩa đơn không nằm trong album |
| "—" cho biết Album không lọt vào bảng xếp hạng hoặc không được phát hành tại khu vực này. |           |                   |                   |                               |